# 勝軍治要祓
勝軍治要祓（しょうぐんぢようのはらい）とは、神道で軍神祭で用いられる祓。軍敗治要祓、軍陣祓とも言う。
「勝軍治要」とは、「軍陣の勝負の事」であり、この祓は、『中臣祓』の一部分を用いて、合戦の前などに行われた。